# Земский отдел
Земский отдел — подразделение Министерства внутренних дел Российской империи.

## История
Был создан 27 июля (8 августа) 1861 года. Первоначально, на основании Высочайше утверждённого 4 марта 1858 года мнения Государственного Совета, при Министерстве внутренних дел был образован Центральный статистический комитет, который в связи с начинавшейся реформой 1861 года, был разделён на два отдела: статистический и земский. Земский отдел должен был заниматься вопросами земско-хозяйственного устройства, но фактически он занимался подготовительными работами к акту освобождения крестьян от крепостной зависимости. Председателем отдела был товарищ министра А. И. Левшин; кроме него в отделе было три постоянных члена (заведующий делами Я. А. Соловьёв) и совещательные члены (начальники департаментов министерства) с правом голоса; приглашались также губернаторы и предводители дворянства во время пребывания их в столице. В штатном расписании отдела было две должности старших редакторов (Н. Н. Колошин и П. А. Шульц) и две — младших (Ф. Л. Барыков и В. Д. Левшин).
Вскоре после обнародования положения 19 февраля 1861 года, Земский отдел был выделен Положением «Главного комитета об устройстве сельского состояния», Высочайше утверждённым 27 июля того же года, из состава Центрального статистического комитета в особое учреждение министерства (на правах департамента со штатной численностью в 20 единиц) и стал заниматься делами по общественному управлению и хозяйственному устройству сельских жителей, а с 1873 года — также вопросами, касающимся воинской повинности. Отдел состоял из одиннадцати делопроизводств, каждое из которых состояло из делопроизводителя и его старших и младших помощников. Дела, касающиеся Земских учреждений, Земский отдел не рассматривал; эти вопросы решались Хозяйственным департаментом Министерства внутренних дел.
Первым начальником (управляющим) Земского отдела был назначен Я. А. Соловьёв. Также в разное время управляющими отделом были: Н. А. Замятнин (1863—1868), С. С. Зыбин (1882—1886), Н. П. Долгово-Сабуров (1886—1893), А. С. Стишинский (1893—1896),  А. И. Лыкошин, В. И. Гурко (1902—1905), М. В. Иславин (1905 — после 1908) и Я. Я. Литвинов (до 17.10.1915), А. Н. Неверов (1915—1916).